# Tomasz Moczek
Tomasz Moczek (ur. 28 listopada 1973 roku w Krzepicach) – polski rzeźbiarz, malarz, grafik, autor instalacji, scenograf, pedagog, performer.

## Życiorys
Absolwent Akademii Sztuk Pięknych we Wrocławiu (1998–2003). Od 2005 roku zajmuje się projektem Wrocławskich Krasnali. Jego autorstwa jest pięć pierwszych wrocławskich krasnali: Szermierz przy Uniwersytecie Wrocławskim, Rzeźnik na Starych Jatkach, dwa Syzyfki na ul.Świdnickiej oraz Pracz odrzański przy moście Piaskowym oraz kilkadziesiąt kolejnych, tworzonych od 2005 roku.

## Nagrody i wyróżnienia
- Wyróżnienie w konkursie na Pamiątkę z Wrocławia[4][5]
- Wygrana w konkursie na Pomnik ku Czci Jana Pawła II w Milanówku[1]

## Galeria

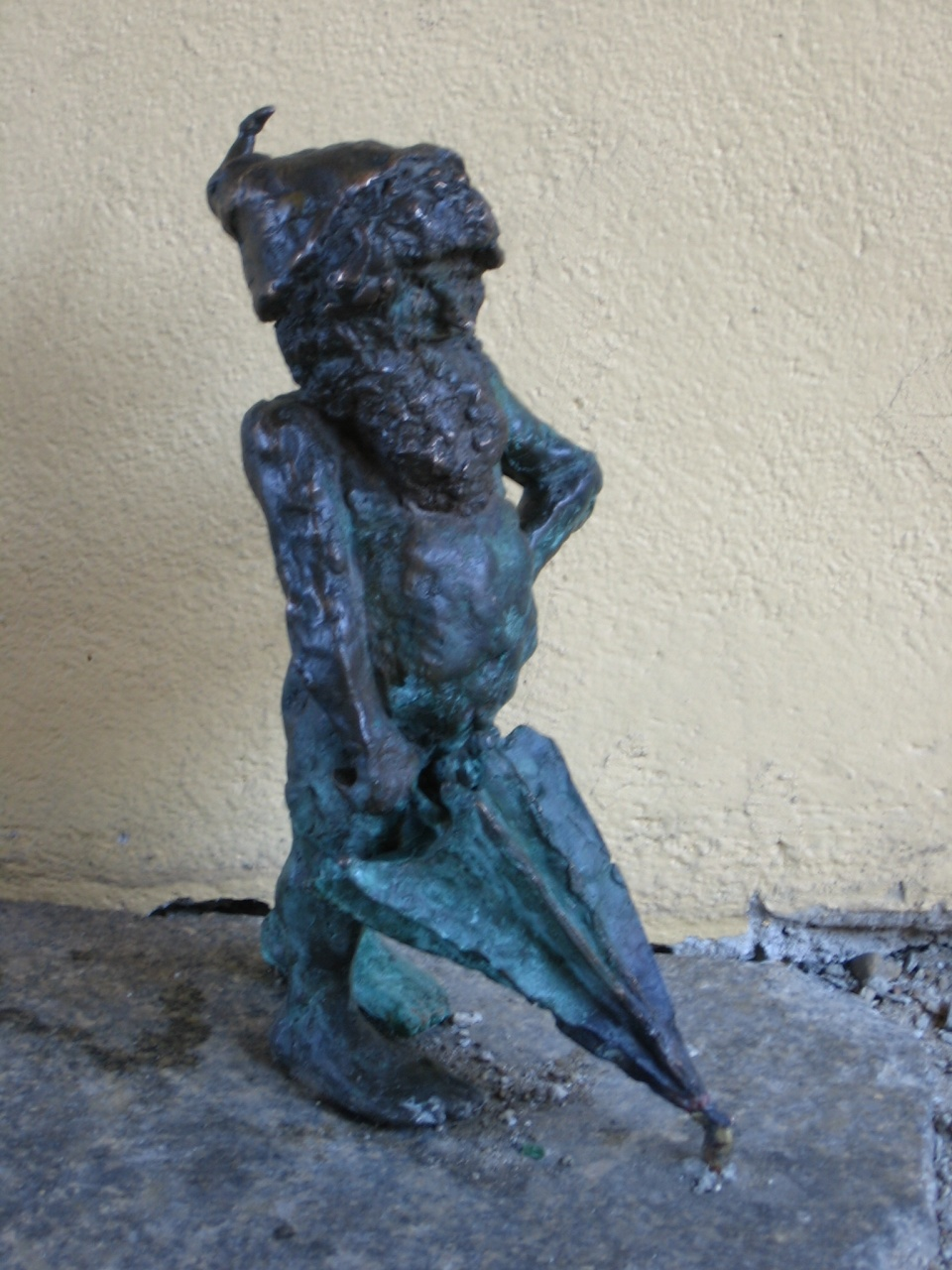
Szermierz
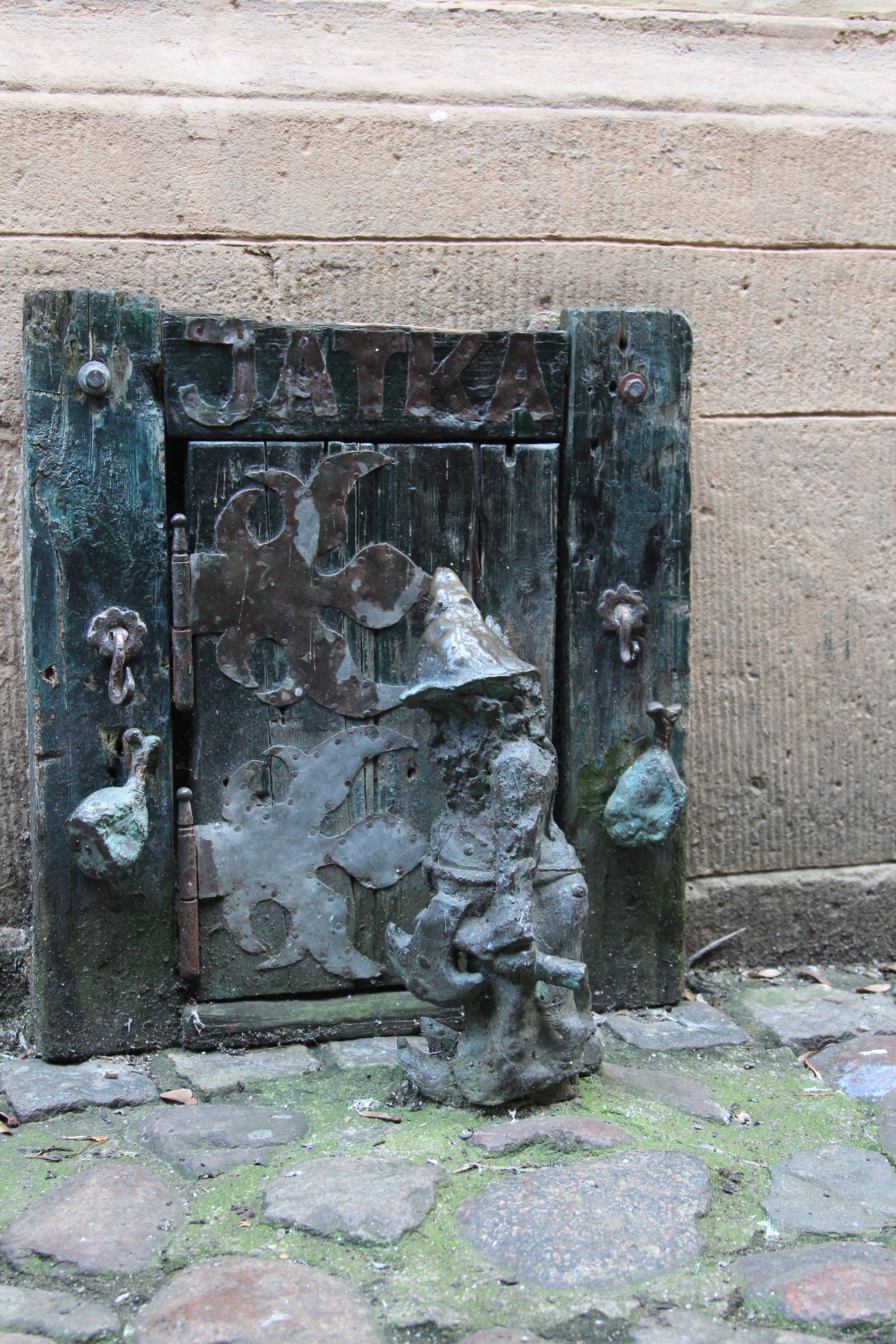
Rzeźnik
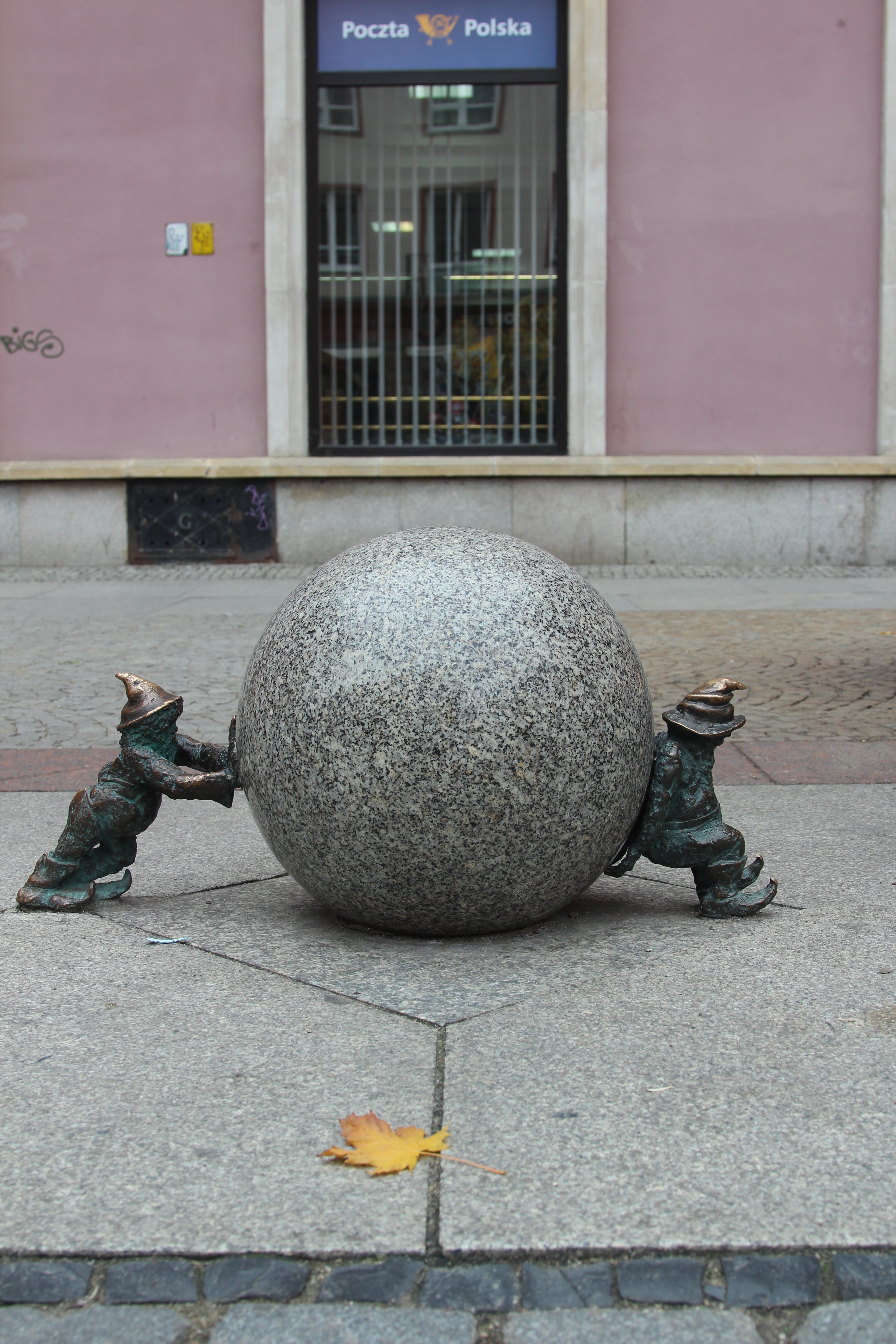
Syzyfki
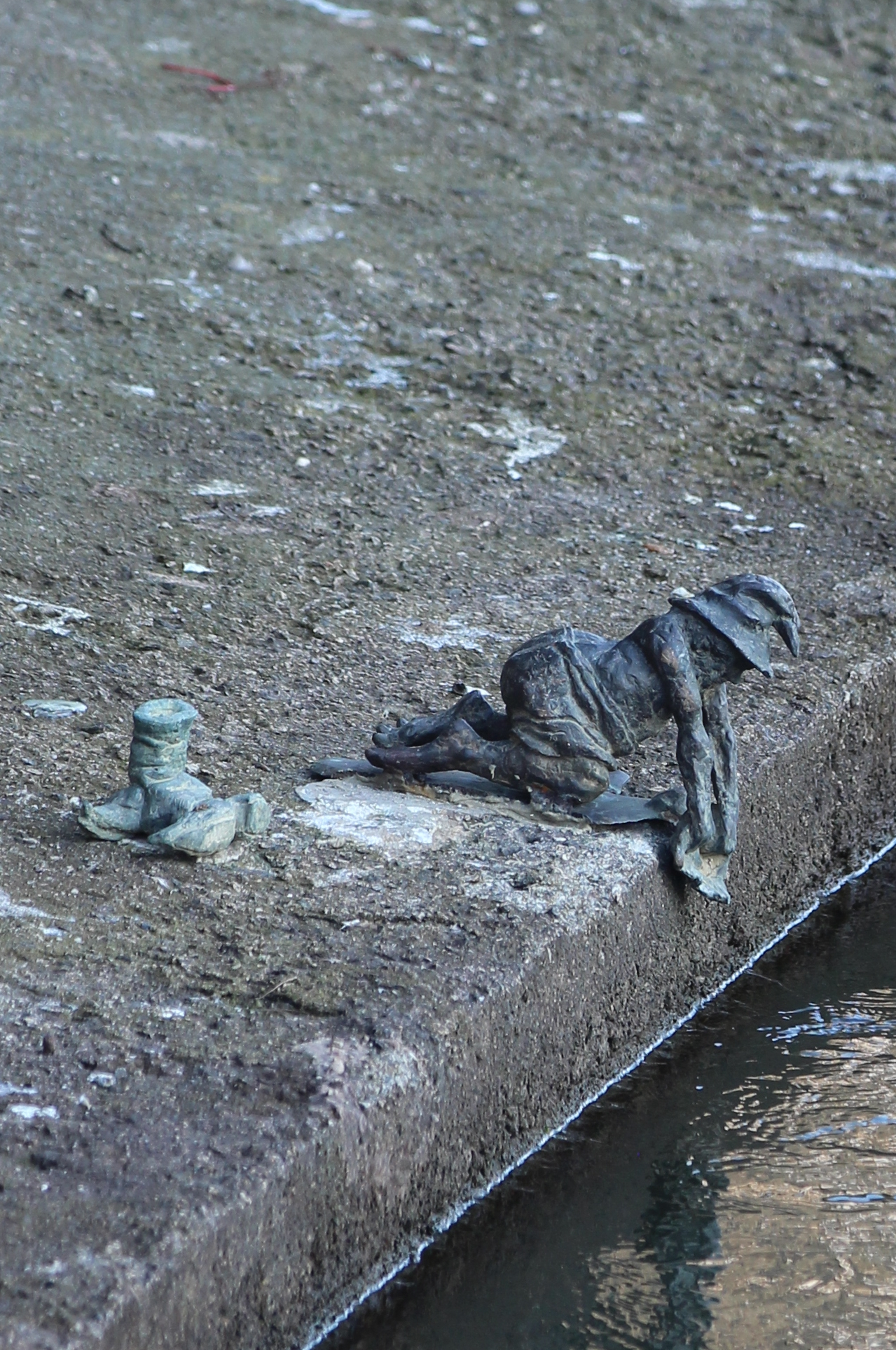
Pracz odrzański
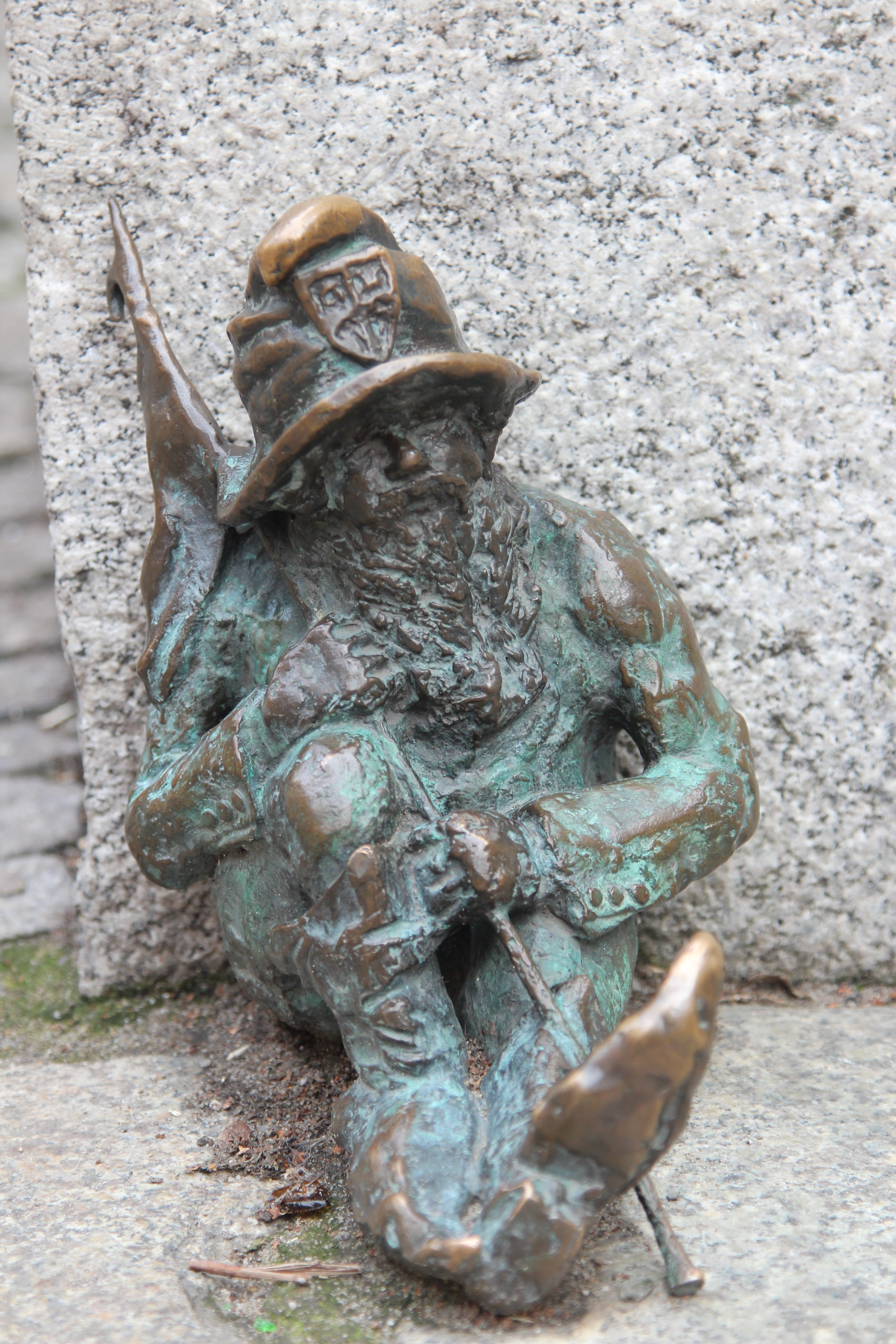
Śpioch
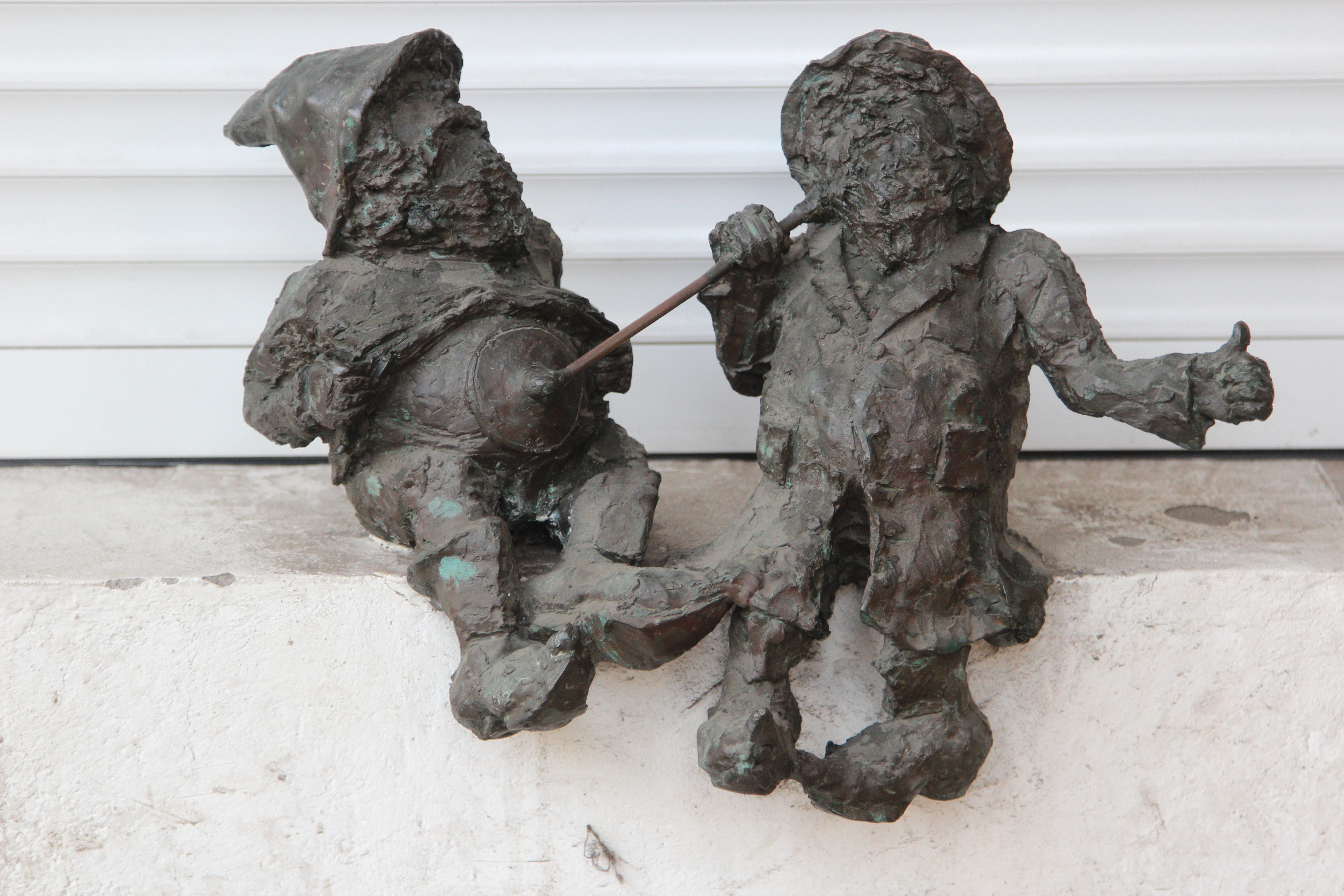
Pacjent i lekarz
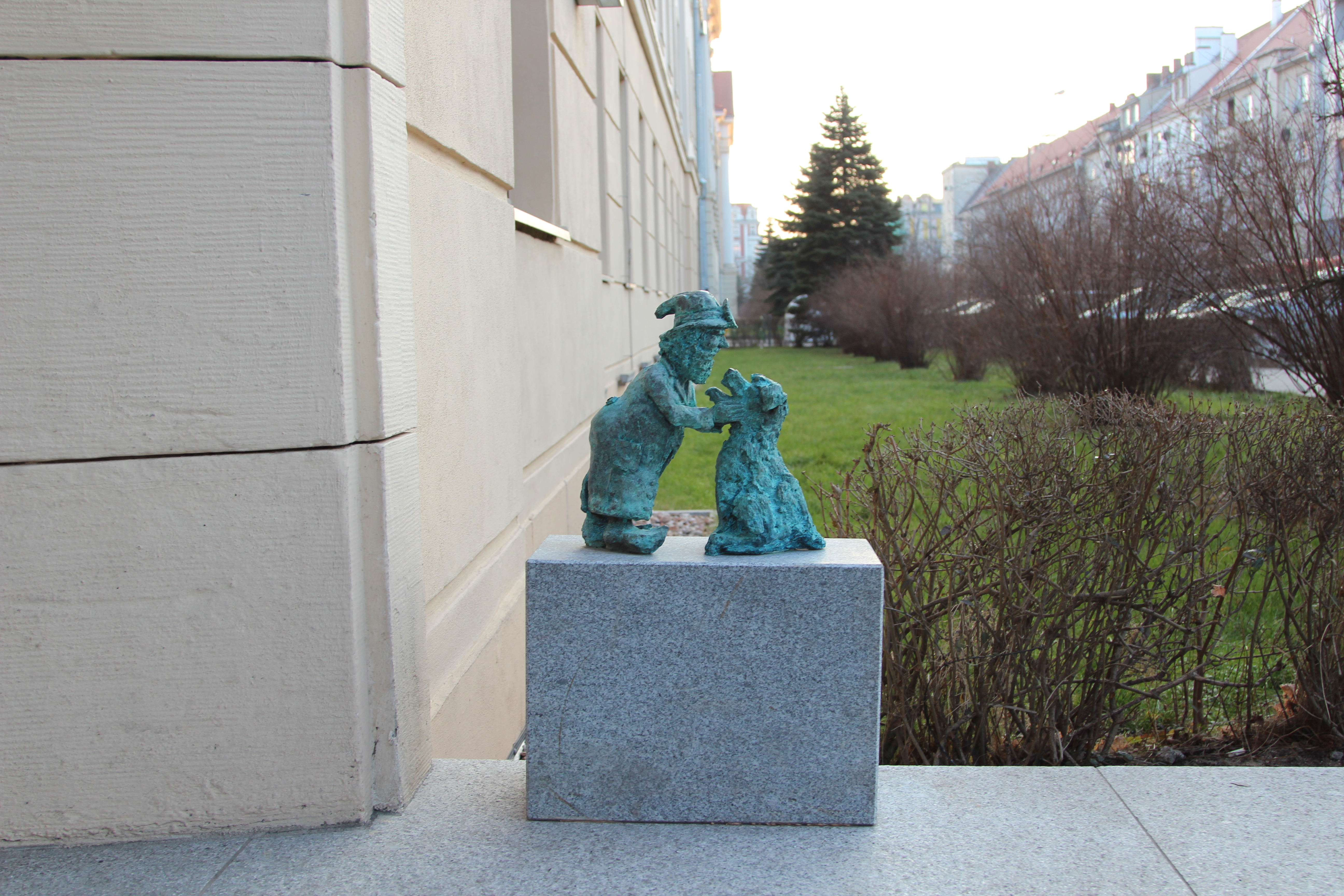
Roszek
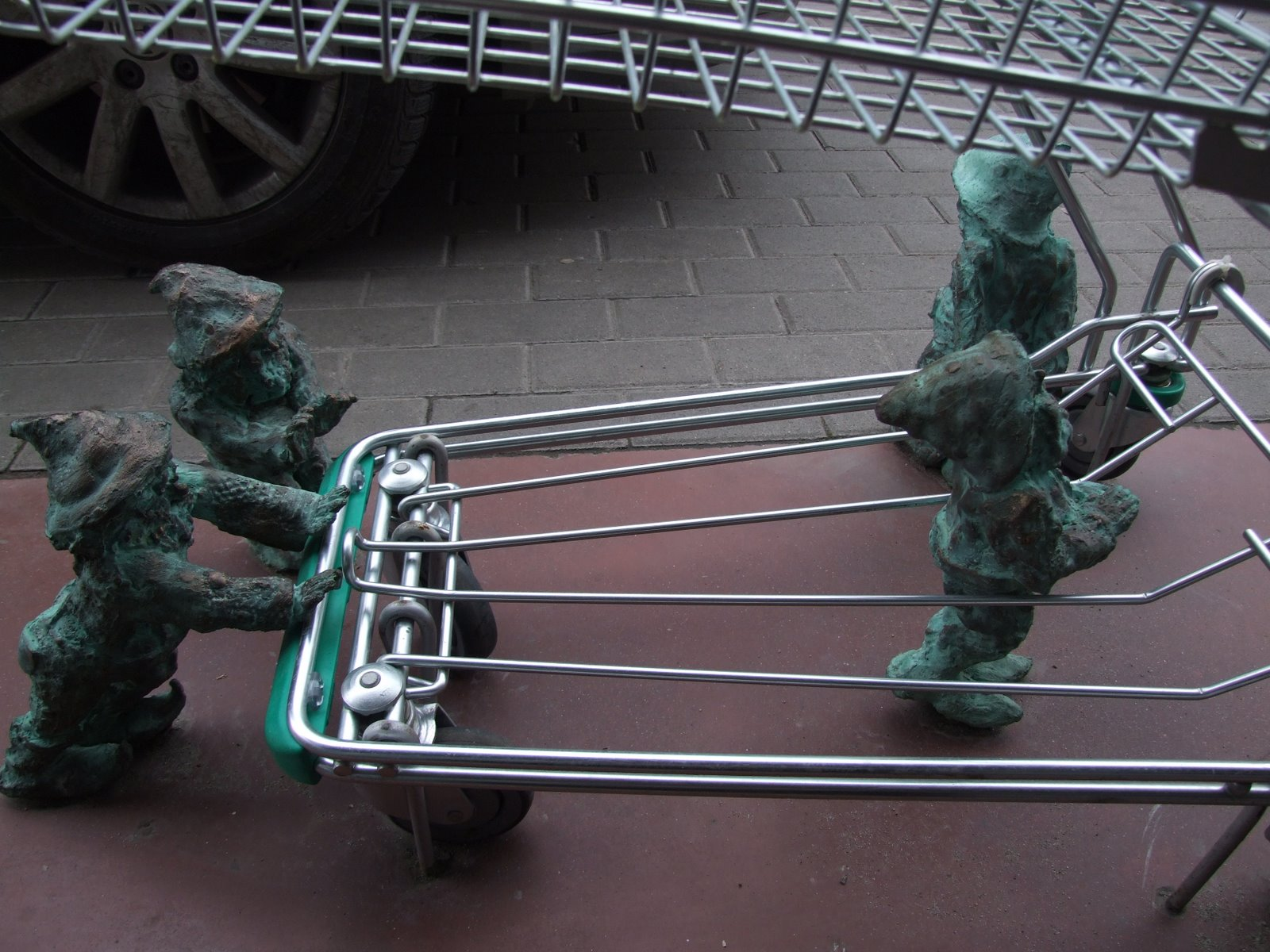
Bracia O'Hurt
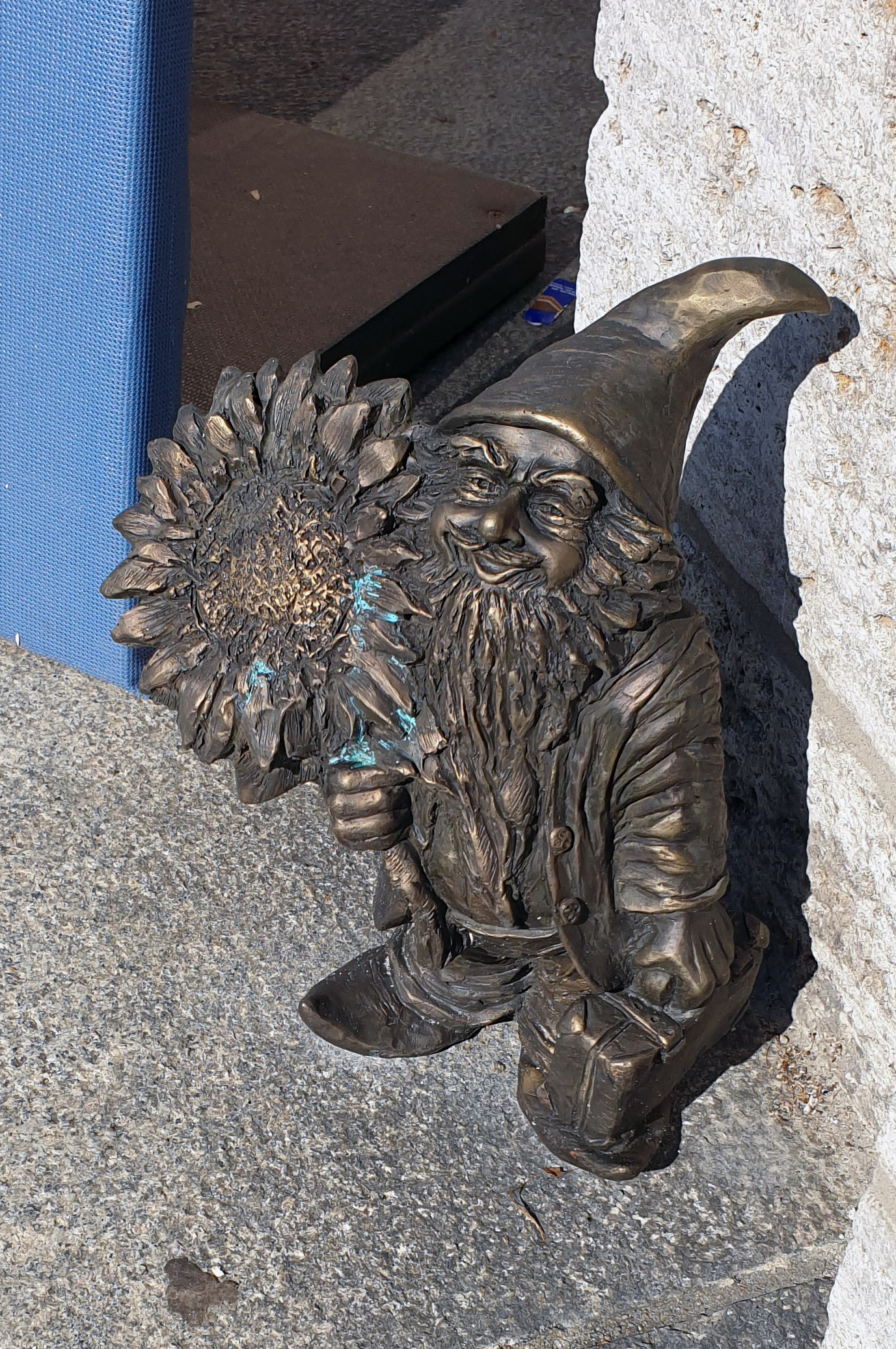
Życzliwek w Berlinie